# Одеська національна наукова бібліотека

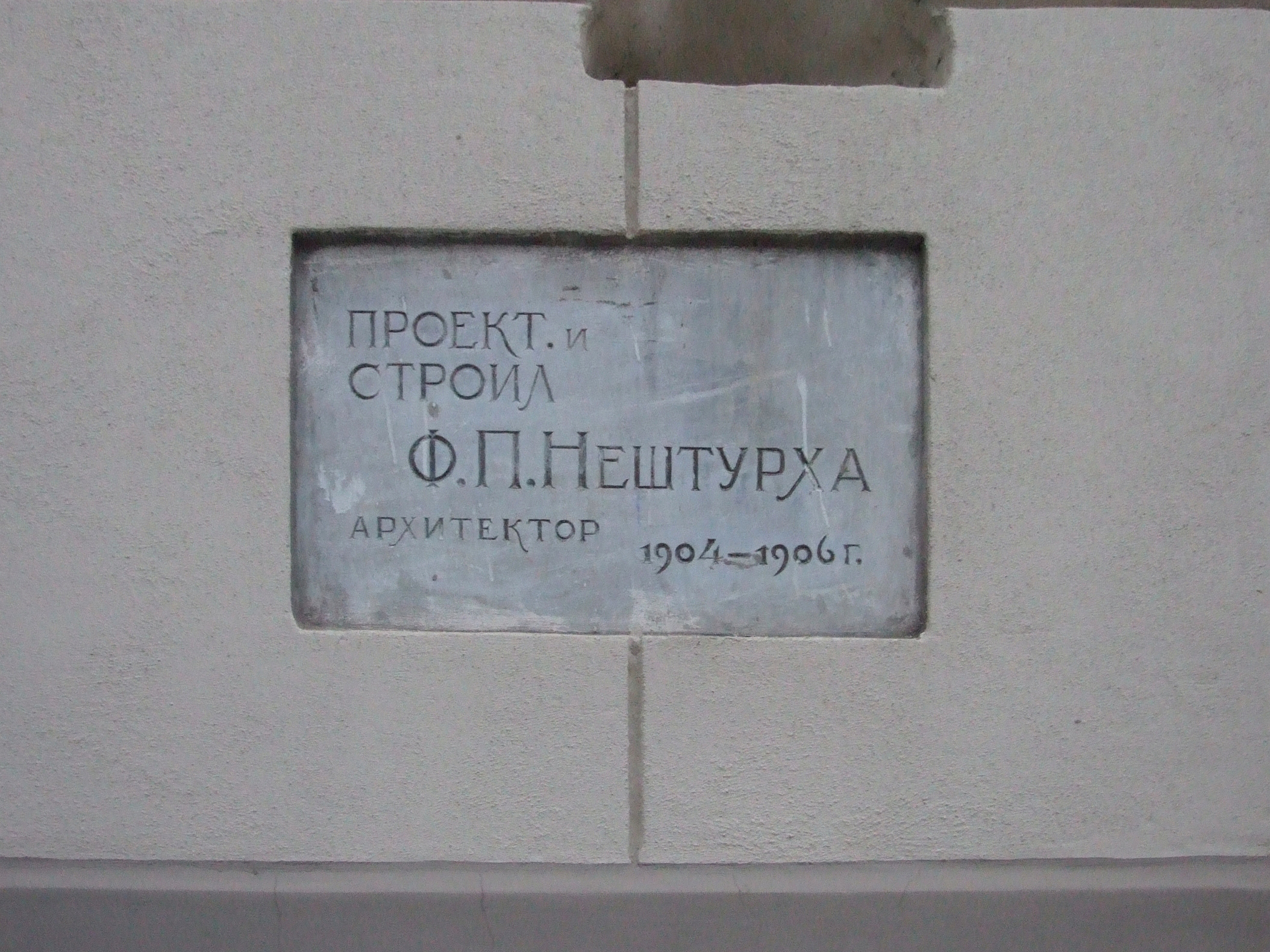
Табличка на фасаді будівлі

Оде́ська націона́льна науко́ва бібліоте́ка — перша публічна книгозбірня України, відкриття якої поклало початок заснуванню публічних бібліотек у крайових і губернських містах Росії і України. Нині це потужній культурний, просвітницький, науково-інформаційний заклад національного та світового значення, що здійснює функції науково-дослідного, методичного та координаційного центру з питань бібліотекознавства, бібліографознавства, документознавства.

## Фонди
Фонд Одеської національної наукової бібліотеки — універсальний, нараховує понад 5,4 млн документів українською, російською, англійською, французькою, німецькою, польською, чеською та іншими мовами, в тому числі понад 200 тисяч рукописів, стародруків, рідкісних та цінних видань. Особливою гордістю бібліотеки є відділ рідкісних видань та рукописів, створений у 1921 році. Перша його завідувачка – Олександра Миколаївна Тюнєєва (1888-1984), відомий книгознавець і бібліофіл, саме вона створила в бібліотеці перший музей книги в Україні. Фонд відділу нараховує близько 40 тис. раритетів і є національним надбанням народу України. Тут зберігаються найдавніші пам’ятки слов’янської писемності XI століття. Серед них легендарні Хіландарські та Охридські аркуші, знайдені в XIX ст. відомим ученим В.І. Григоровичем на Афоні (Греція), 52 інкунабули та 155 палеотипів, колекція кириличних стародруків, серед яких «Острозька Біблія» (1581), надрукована Іваном Федоровим, видання Львівського братства, Києво-Печерської лаври та ін. Цікаві твори з історії та культури України залишили іноземні мандрівники, зокрема французький інженер Г.-Л. де Боплан – «Опис України» (1666 р.). У фонді бібліотеки понад 2 тис. рукописів, видання славетних друкарських фірм Західної Європи, а також рідкісне зібрання понад 600 вітчизняних та зарубіжних гравюр XVI-XX ст.        
Захоплення відвідувачів викликають бібліофільські видання, які представляють книгу як предмет мистецтва. Це розкішні, вишукані видання, чудово оздоблені ілюстраціями, які спеціально замовлялися і друкувалися малими тиражами. В основному, це видання з приватних бібліотек графа М.М. Толстого, Г.Г. Маразлі, Я.О. Новікова, З.Ашкеназі та ін. Особливе місце в експозиції Музею книги займають бібліофільські видання XIX – початку XX ст. з колекції графа М.М. Толстого. Колекція налічує близько 2 тис. томів, надрукованих на рідкісних сортах паперу (китайському, японському, голландському), в обкладинках із шкіри, шовку, парчі, атласу, мають оригінальні малюнки, гравюри та акварелі відомих художників.
Серед родзинок колекції – оригінальний рукопис на пальмовому листі XIII століття та французький молитовник, сторінки якого виткано шовком ліонськими майстрами на зразок рукописних книг XIV-XVI ст., одна з найменших мініатюрних книжок у світі «Лист Галілео Галілея до Христини ді Лорен» (Падуя, 1896 р.), набраних ручним способом, розміром 1,6 х 1,1 см. (підпис до фото)
Значну історико-культурну цінність мають рідкісні документи, які висвітлюють розвиток української історії, культури, літератури.  Передусім, це рукопис 18 століття козацької старшини, перші та прижиттєві видання класиків української літератури: «Енеїда» I. Котляревського, «Кобзар» та «Гайдамаки» Т. Шевченка, твори М. Гоголя, Г. Квітки-Основ’яненка, I. Нечуя-Левицького, I. Франка, Лесі Українки та інших.
Окрасою фонду є колекція відомого українського бібліографа, видатного діяча української культури, літературознавця, етнографа, видавця і громадського діяча Михайла Комарова (1844-1913 рр.), яка нараховує 1258 назв, включаючи понад 100 книг з автографами видатних діячів української культури, і є важливим джерелом для дослідження культурного і просвітницького життя Одеси та України кінця XIX – початку XX ст.
У фондах ОННБ зберігається добірка рідкісних альманахів та перших українських періодичних видань: «Українська хата», «Нова громада», «Зоря», «Записки наукового товариства імені Шевченка», «Діло», «Громадська думка», «Киевская старина» та ін.
Вражають прекрасно ілюстровані видання з образотворчого мистецтва, французькі журнали мод з кольоровими гравюрами (починаючи з 30-х років XIX ст.). Багато з них – подарунки зарубіжних друзів, зокрема французької художниці, почесної громадянки Одеси Сюзанни Саварі.
Кожен, хто цікавиться історією нашого краю, міста, може звернутися до колекції краєзнавчих видань та матеріалів, які відображають історію Причорноморської України, її природні ресурси, економіку та культуру. Найцінніша частина зібрання – адресно-довідкові книги, путівники, пам’ятні книги, перші одеські альманахи,  рідкісні краєзнавчі матеріали XIX – XX ст., комплекти місцевих газет, книги з автографами одеських письменників і вчених тощо.

## Історія
Історія бібліотеки бере початок з 1829 року. Осяяне сонцем місто, сповнене енергією тисяч його підприємливих, освічених, креативних мешканців різних національностей, а їх у цей час вже було близько 50 тисяч, вирувало життям. Введено режим порто-франко, що стало чинником розвитку торгівлі та економіки міста і зробило Одесу потужним центром зовнішньої торгівлі. Розпочалось робота Чорноморського пароплавства. Активно працювали понад 20 навчальних закладів, відкрито театр на 800 місць, засновано Імператорське товариство сільського господарства та Одеський міський музей старожитностей. У місті працювало кілька друкарень, засновано газету «Одесский вестник» (1827). Однак бракувало місця, де мешканці міста, що прагнули знань, мали б змогу зустрітися з книгою без огляду на майновий стан чи інші соціальні обмеження. Саме це прагнення одеської громади інтелектуалів спонукало до заснування першої публічної книгозбірні.
Завдяки ініціативі громадських діячів, учених та політиків, яку задекларував редактор газети «Одесский вестник» Олексій Іраклійович Льовшин, та підтримці  генерал-губернатора краю графа М. С. Воронцова,13 (25) вересня 1829 року в Одесі було засновано міську публічну бібліотеку. За поданням графа Воронцова імператор Микола I видав наказ, який дозволив заснувати в Одесі міську публічну бібліотеку. Це була друга в Російській імперії (після імператорської у Санкт-Петербурзі) і перша в Україні публічна бібліотека.
Спочатку для новоствореної бібліотеки були виділені кімнати у будинку міських державних установ на Приморському бульварі. Оскільки в Одесі наприкінці 1829 року спалахнула епідемія чуми, відкриття бібліотеки відбулося лише 15(27) квітня 1830 року. До цього часу зібрання нараховувало вже 5 тисяч книг.
Граф М. С. Воронцов приніс у дар бібліотеці «зібрання дорогих та рідкісних творів». Це були 600 томів французьких класиків у розкішному виданні Фірмена Дідо. Приклад губернатора наслідували багаті одесити, й кількість книг у бібліотеці почала швидко збільшуватися. Із зібрань літератури, яку у різні роки було пожертвовано бібліотеці приватними особами, особливу цінність становили такі колекції: графа М. М. Толстого (понад 40 000 видань), Г. Г. Маразлі (10 000 томів), колекція з техніки професора В. І. Тимонова (1 085 книг і брошур), з економіки і юридичних наук — О. О. Борзенка (851 вид.), бібліотека археолога П. О. Бурачкова (3 176 томів) та ін. Не можна не згадати іноземних жертводавців: так, ще з 50-х років XIX ст. у звітах бібліотеки фігурують Смітсоніанський університет (Вашингтон), університети — Паризький, Празький, Пекінський, Гарвардський, бібліотека Британського музею, Паризька національна бібліотека, бібліотека Конгресу у Вашингтоні.
Оскільки фонди зростали, доводилося кілька разів міняти приміщення. У 1883 році для Бібліотеки і музею Товариства історії та старожитностей було побудовано, в основному, на кошти міського голови Григорія Григоровича Маразлі, окрему будівлю (у даний час в ній розміщується Археологічний музей).
А у 1907 році бібліотека ще раз відсвяткувала новосілля — переїхала у спеціально побудовану для неї споруду — один з найкращих зразків бібліотечної архітектури в країні, зведену архітектором Федором Нестурхом в 1904—1906. Будівля бібліотеки є архітектурною перлиною, справжньою окрасою міста. Вона з 1979 року перебуває під охороною держави як пам’ятка архітектури і містобудування. Збудована у стилі неокласицизму, будівля бібліотеки і донині захоплює своєю вишуканістю. У її екстер’єрі виразно помітне захоплення будівничим античністю – каріатиди у ніші над фризом, портик з колонами, увінчаний трикутним начілком з картушем, профілі з орнаментом тощо. У відповідності до давньогрецьких традицій на фронтоні будівлі та в її інтер’єрах використано декоративний елемент акротерій у вигляді пальмети, який у 2019 році став офіційним логотипом Одеської національної наукової бібліотеки. 2020 року за сприяння Одеської обласної державної адміністрації компанією 3D Prostir створено 3D-тур Одеською національною науковою бібліотекою.
Надзвичайно важливе значення для формування та поповнення бібліотечного фонду мало прийняття у 1922 році на державному рівні рішення про внесення бібліотеки до переліку провідних бібліотечних установ країни, що отримають обов'язковий примірник вітчизняних видань. Це забезпечило повноту формування фонду бібліотеки та стало головним джерелом комплектування новими виданнями з усіх галузей знань, що вийшли на теренах України. Сьогодні фонд книгозбірні налічує понад 5,4 млн документів, які є невід’ємною складовою культурної спадщини українського народу.
1964 року за рішенням колегії Міністерства культури УРСР бібліотека стає зональним організаційно-методичним, науково-бібліографічним та інформаційним центром Півдня України. Вона є також координаційним науково-методичним та інформаційним центром в України з питань пропаганди природничо-наукових та екологічних знань, а також з питань релігієзнавства.
1975 року Постановою Ради Міністрів УРСР на бібліотеку покладено функції обласного універсального депозитарію Півдня України.
У вересні 2009 року указом Президента України бібліотеці надано статус національного закладу.
У 2018-2019 рр. за сприяння Українського культурного фонду реалізовано два інноваційних проекти: «Старовинна гравюра - культурна спадщина України», де вперше представлено колекцію унікальних гравюр майстрів з Англії, Італії, Нідерландів, Німеччини, України, Франції XVI-XIX ст., які зберігаються у фонді ОННБ, забезпечено віддалений доступ до них. та «Скарби України: цифрова колекція книжкових пам’яток у фонді Одеської національної наукової бібліотеки», який забезпечує віддалений доступ до найцінніших рідкісних книжкових пам’яток з фондів ОННБ, які підлягають занесенню до Державного реєстру національного культурного надбання.
Укріпленню позитивного іміджу України у світі дієво слугують програми міжнародного культурного співробітництва ОННБ. Сьогодні партнерами ОННБ є 34 інформаційно-бібліотечні, наукові, культурно-просвітницькі установи з 24 країн світу, плідна співпраця розвивається з інституціями української діаспори. Щороку бібліотеку відвідують представники дипломатичних місій іноземних держав, акредитованих в Україні,  діячі національно-культурних товариств, які діють в Україні, фахівці зарубіжних книгозбірень, митці, письменники, громадські активісти і волонтери. На сучасному етапі значної активності набули контакти з партнерами із Греції, Грузії, Румунії, Білорусі, США, Франції, Польщі, Німеччини та інших країн.
Бібліотека займає активну позицію у розбудові української науки, освіти і культури незалежної Української  держави, про щось свідчать проведені в стінах ОННБ заходи міжнародного і всеукраїнського рівня, зокрема науково-практичні конференції, семінари, круглі столи, конкурси. Бібліотека виконує функції науково-дослідного центру. Її бібліографічна та видавнича діяльність поставила книгозбірню в ряд провідних культурно-інформаційних центрів України.
Бібліотека є творчим майданчиком апробації інноваційних форм культурно-просвітницьких проектів. Щорічно ОННБ реалізує близько 300 культурно-просвітницьких, науково-дослідних, видавничих проектів, спрямованих на підтримку державної гуманітарної політики, популяризацію книги і читання у суспільстві, гідної репрезентації України у світовому інформаційно-культурному просторі.
Серед з них найпотужнішим проєктом по праву вважається Всеукраїнська виставка-форум «Українська книга на Одещині», яка з 2000 року щороку проводиться під егідою Міністерства культури та інформаційної політики України, за дієвої підтримки Одеської обласної державної адміністрації, органів місцевого самоврядування,  партнерів та меценатів. Захід дієво сприяє популяризації української книги у Південному регіоні України, відродженню духовності і національної культури, поповненню фондів бібліотек. У рамках форуму в районних центрах Одещини щороку проводяться виїзні свята української книги.
Складовою виставки-форуму також є конференції, круглі столи, дискусії фахівців щодо шляхів співпраці та координації зусиль бібліотек і видавництв щодо популяризації української книги та читання серед молоді. Зростаюча актуальність цієї низки заходів призвела до започаткування в 2019 році проєкту ОдесаБібліоСаміт як програми професійного спілкування для фахівців національних, державних, обласних бібліотек України і зарубіжжя, метою якого є створення, розвиток і запровадження у роботу бібліотек інноваційних практик, популяризація книги і читання, оптимізація процесів обслуговування користувачів, обговорення актуальних проблем професійної діяльності та обмін досвідом роботи.
2020 року колектив ОННБ долучився до реалізації заходів у рамках участі Одеси в мережі креативних міст ЮНЕСКО за напрямом література.
Активне впровадження сучасних інформаційних послуг, цифровізація бібліотечних сервісів, втілення інноваційних проектів, в т.ч. за участю зарубіжних партнерів, зробили Бібліотеку лідером інновацій у бібліотечній галузі України, важливою складовою розвитку національної культури і  духовності, дієвою ланкою процесів державотворення. Упродовж багатьох десятиліть Одеська національна наукова бібліотека залишається провідним культурним та науково-інформаційним центром України, який набув значного досвіду впровадження інноваційних проектів з популяризації унікальних документних ресурсів, цифровізації бібліотечних фондів, промоції книги та читання, дієво забезпечує реалізацію принципів свободи доступу до інформації і знань; залучення до цінностей національної та світової культури, науки і освіти, що зберігаються в бібліотеках. Девіз бібліотеки «Сучасна, креативна, твоя!» спонукає її колектив до активної співпраці з читацькою спільнотою, розвитку партнерства і подальшого впровадження інновацій у соціокультурній діяльності.
Нині, у зв'язку з військовою агресією Російської Федерації проти України, в складних умовах воєнного стану діяльність бібліотеки зазнала змін, викликаних необхідністю захистити людей та культурну спадщину України. Облаштування фізичного захисту будівлі, яка є пам'яткою містобудування та архітектури національного значення, та убезпечення колекцій є високовідповідальним завданням й для колективу Одеської національної наукової бібліотеки, разом з цим бібліотека продовжує надавати інформаційно-бібліотечні послуги користувачам з метою всебічного сприяння реалізації прав громадян на знання, освіту, користування культурними досягненнями, забезпечення зручності доступу до інформаційних ресурсів.

## Нагороди
- Орден Дружби народів (1979)
- Почесна грамота Кабінету Міністрів України (2009)

## Галерея фото

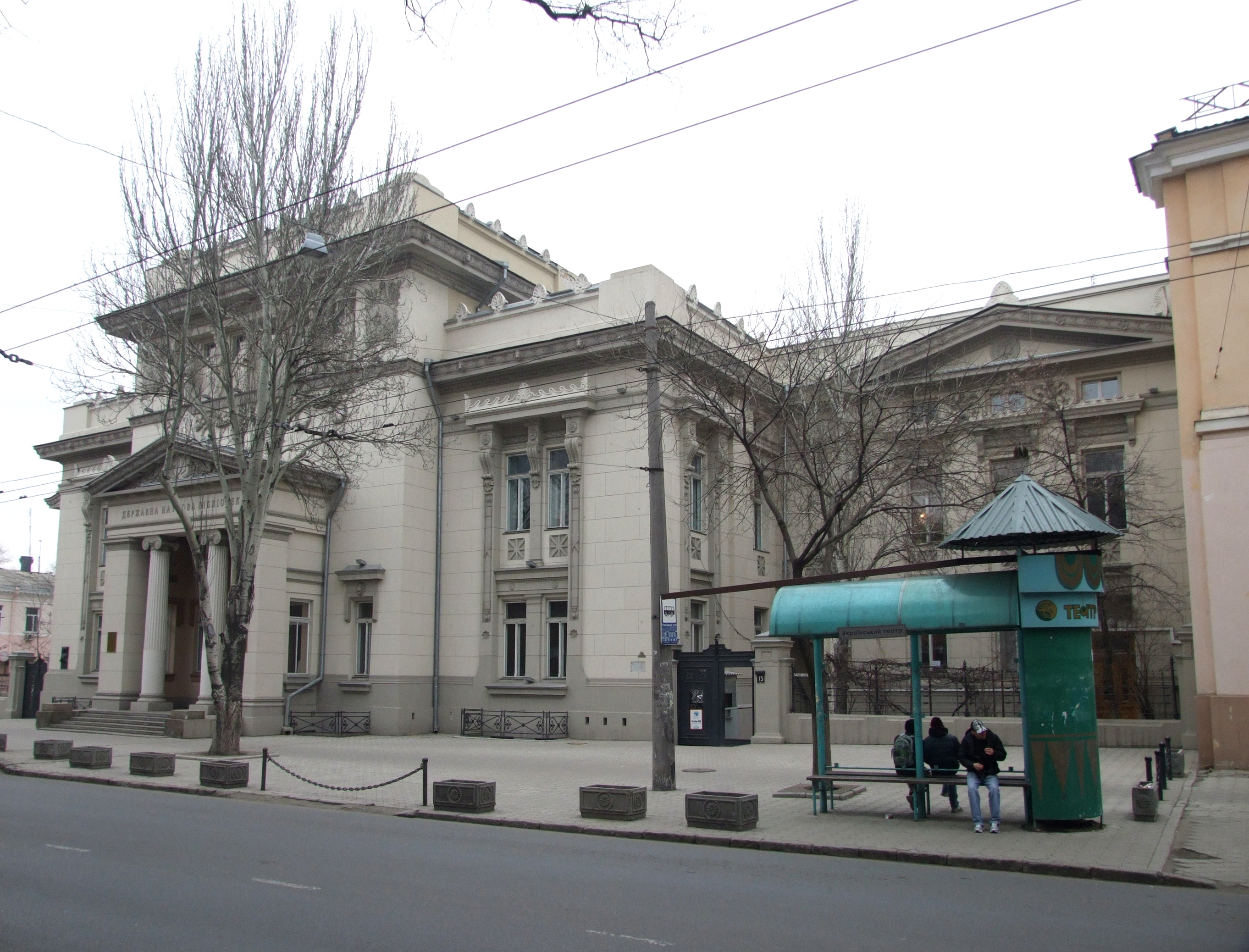
Головний фасад
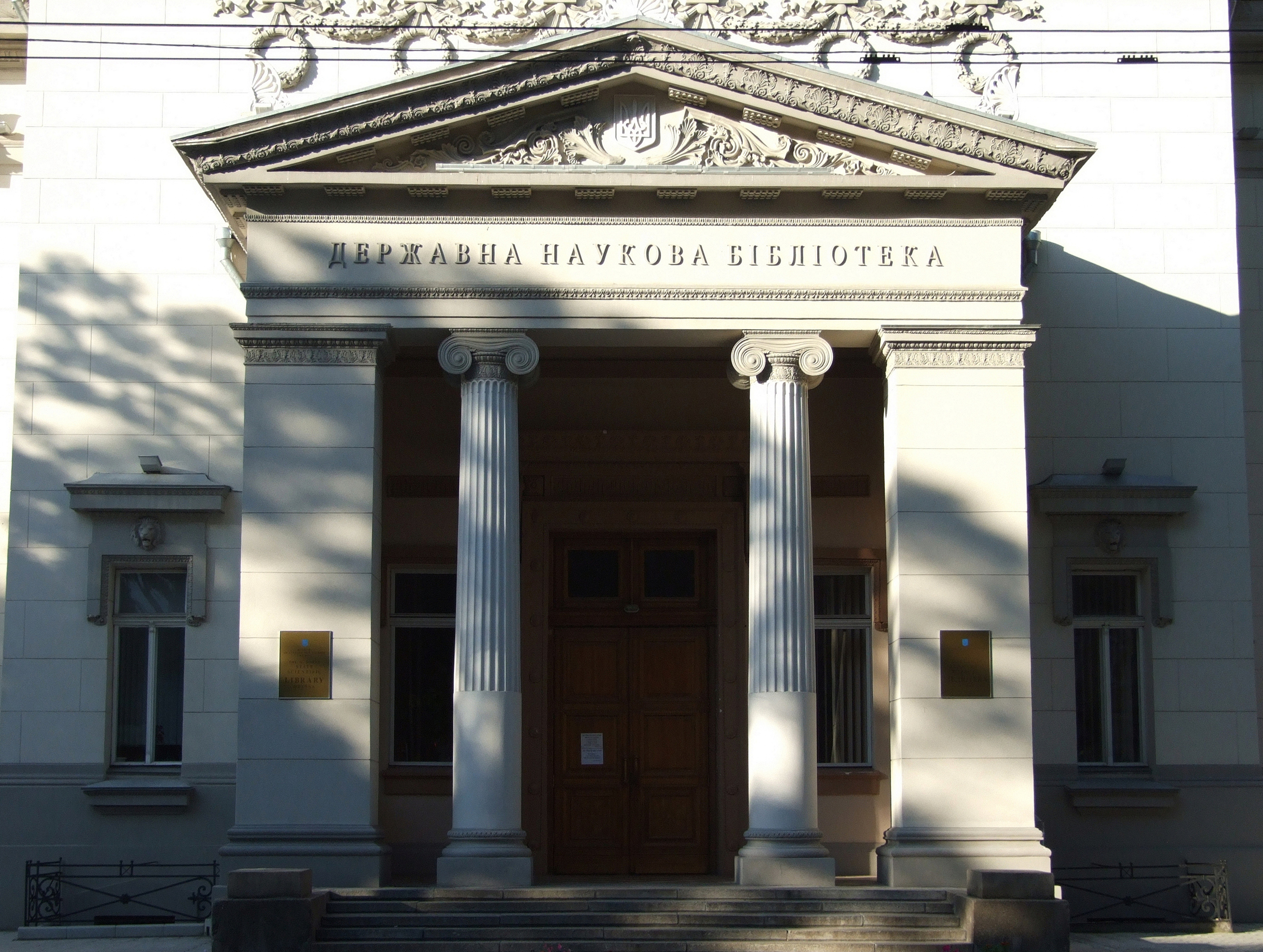
Головний вхід
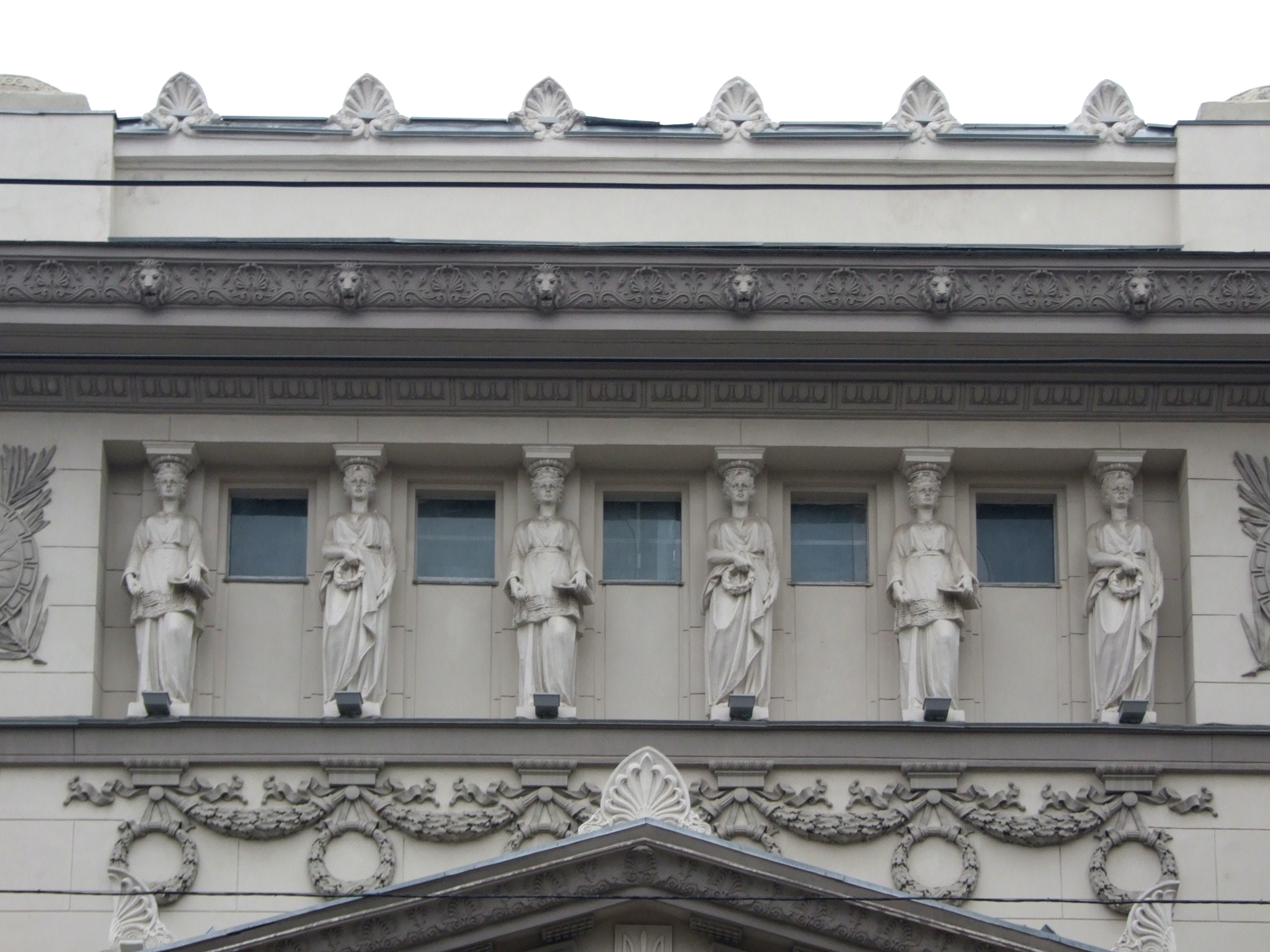
Каріатиди
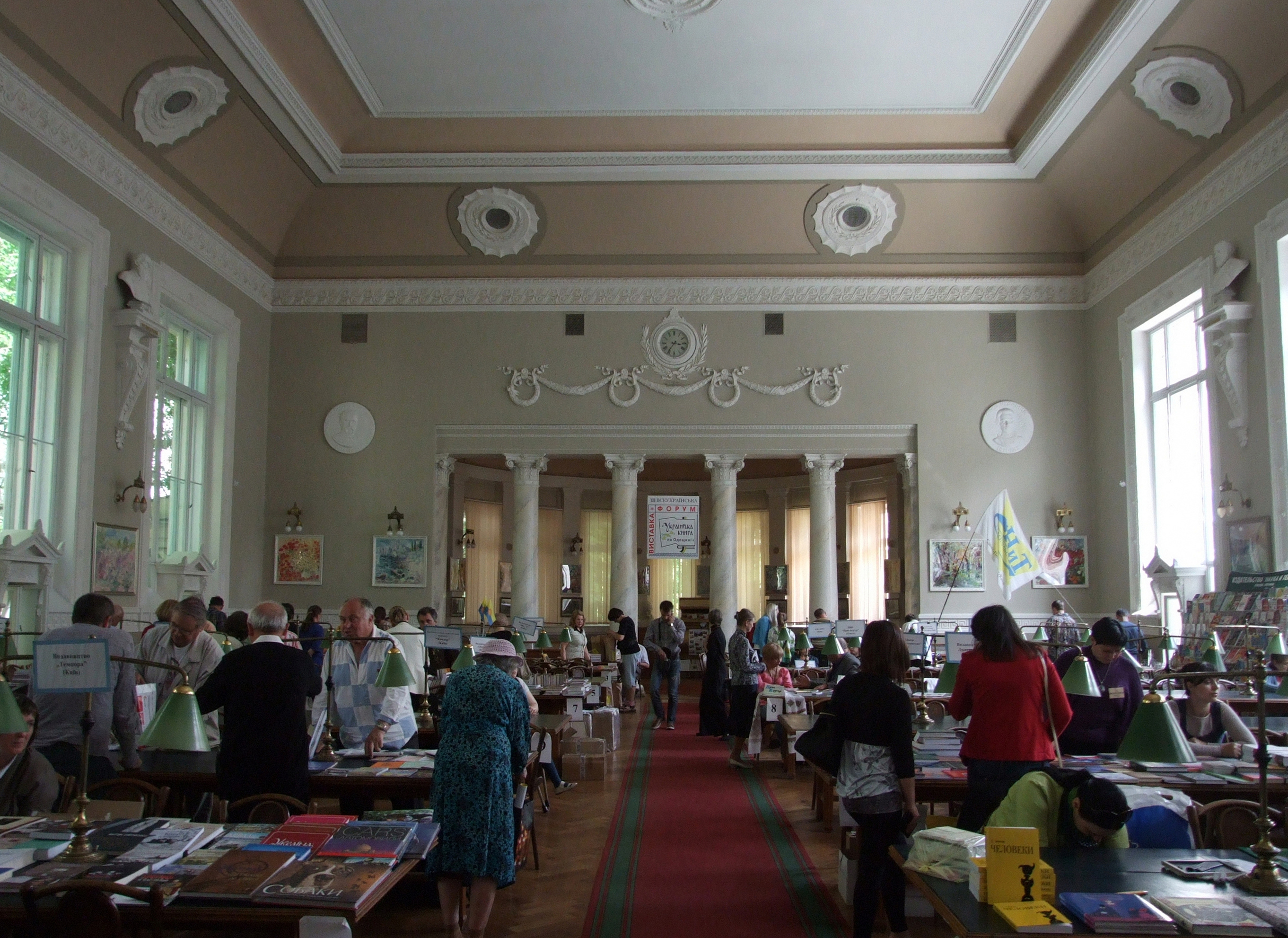
Читальна зала
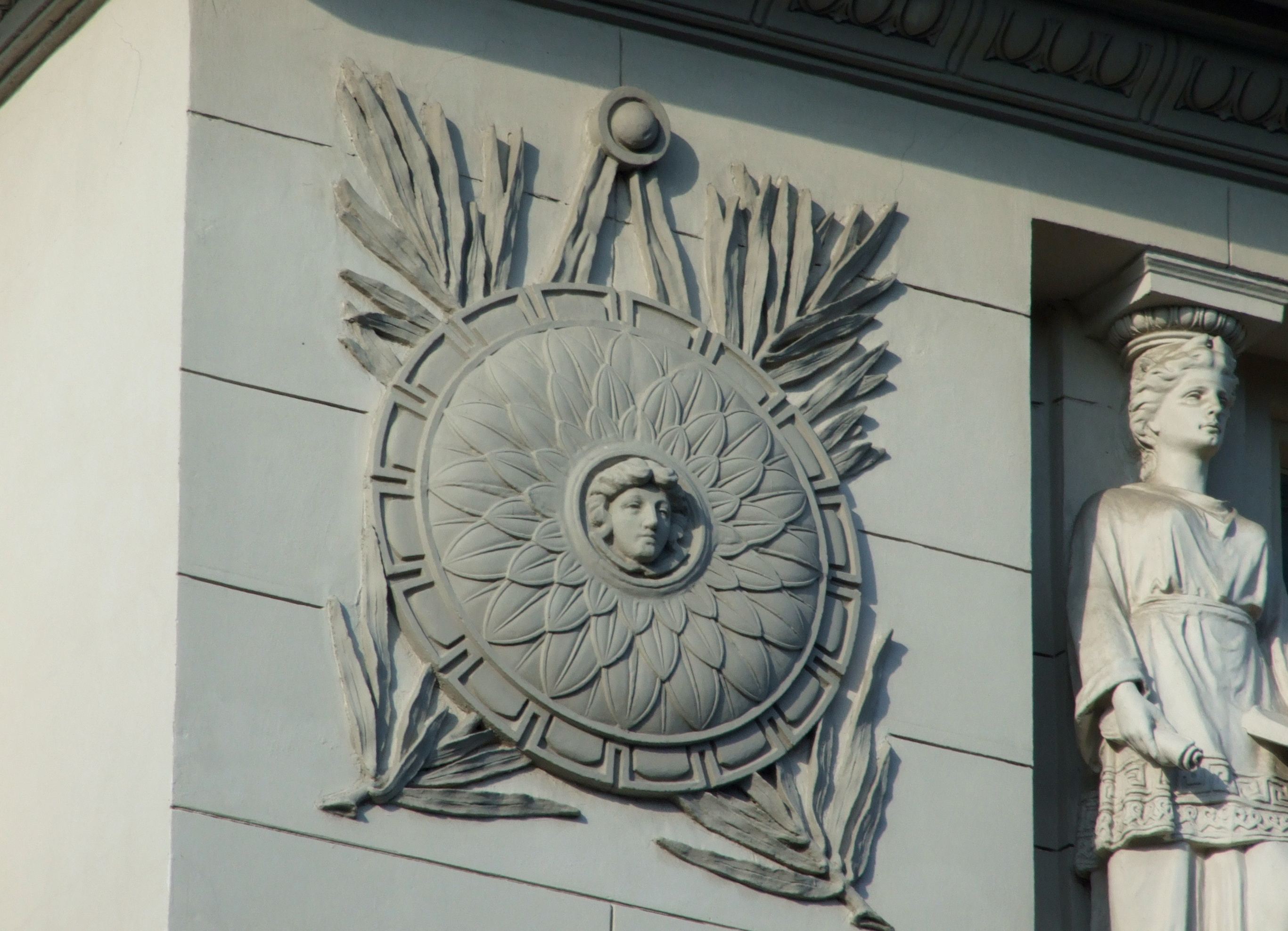
Ліплений декор головного фасаду
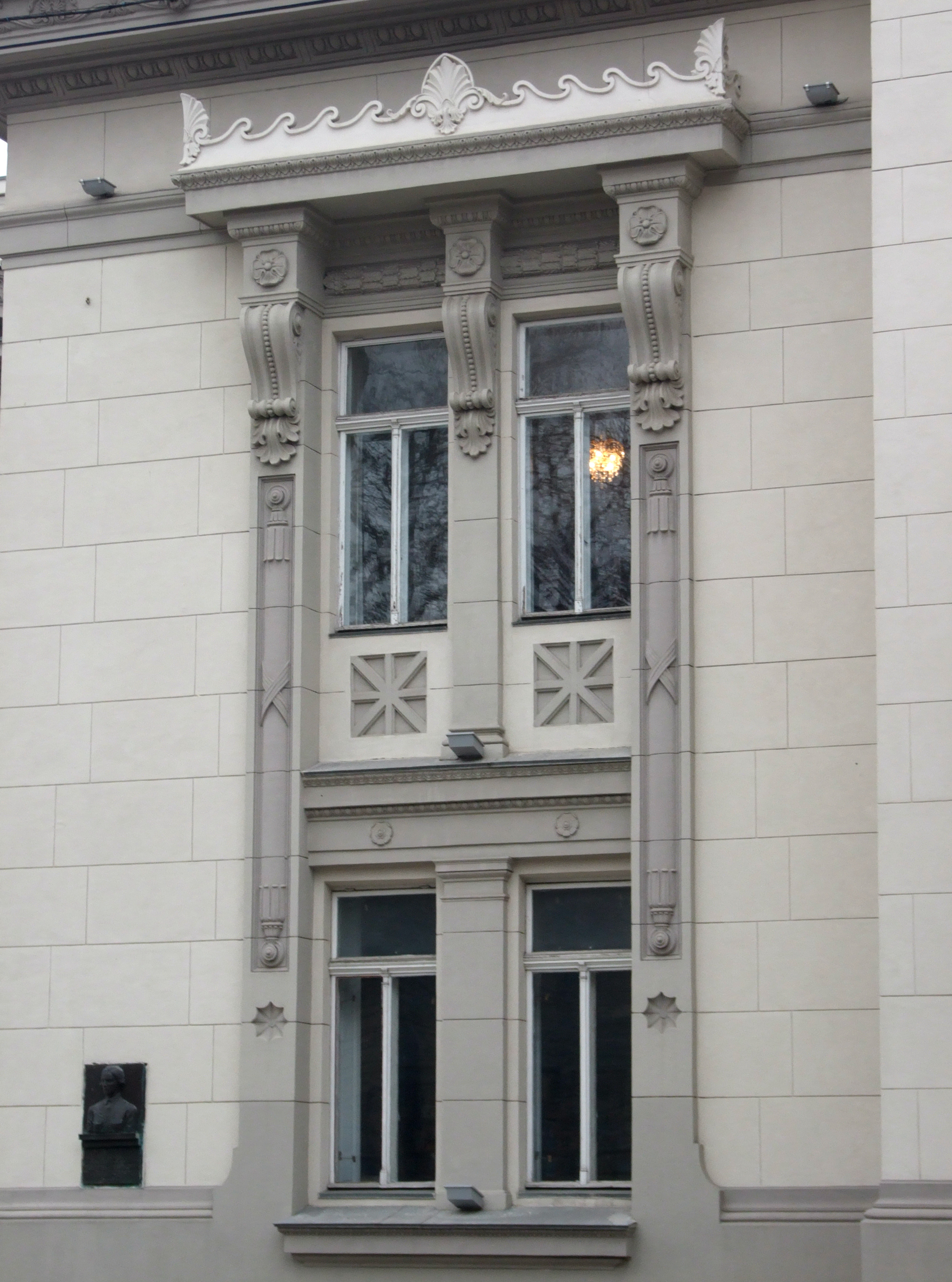
Декор біля вікон зовні
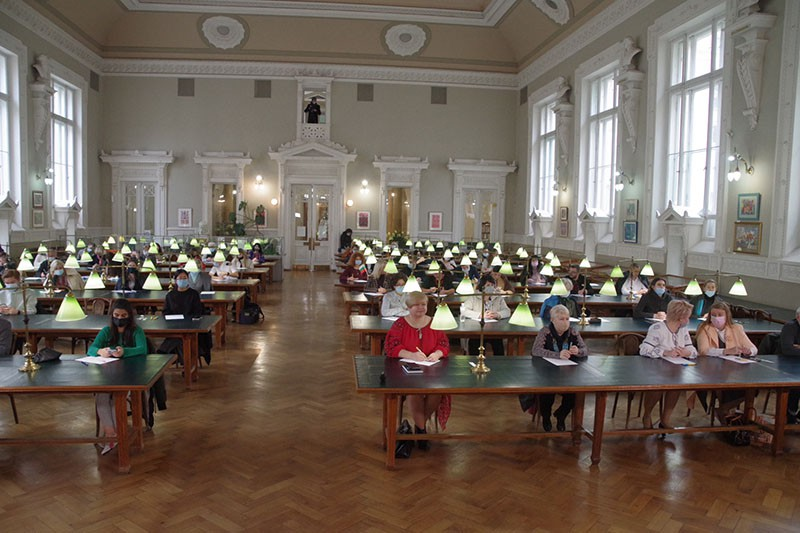
XXI Всеукраїнський диктант національної єдності написали одесити в Одеській національній науковій бібліотеці